# マイルス・デイヴィス Vol.3
マイルス・デイヴィス Vol.3（Miles Davis Vol.3）は、ジャズトランペット奏者マイルス・デイヴィスのアルバム（10インチLP）。1954年リリース。レコード番号BLP5040。

## 収録曲

### A面
1. テイク・オフ - Take-Off
2. イット・ネヴァー・エンタード・マイ・マインド - It Never Entered My Mind
3. ウェル・ユー・ニードント - Well You Needn't

### B面
1. レイジー・スーザン - Lazy Susan
2. ウェアード - Weirdo
3. ザ・リープ - The Leap

## 演奏メンバー
- マイルス・デイヴィス - トランペット
- ホレス・シルヴァー - ピアノ
- パーシー・ヒース - ベース
- アート・ブレイキー - ドラムス